# 琥珀酰辅酶A
琥珀酰辅酶A（英語：Succinyl-Coenzyme A）是一个琥珀酸与辅酶A的组合物。